# Музей кружева (Вологда)
Музей кружева — музей в городе Вологде, филиал Вологодского государственного историко-архитектурного и художественного музея-заповедника, расположенный по адресу: Кремлёвская площадь, 12.

## История

### Здание музея

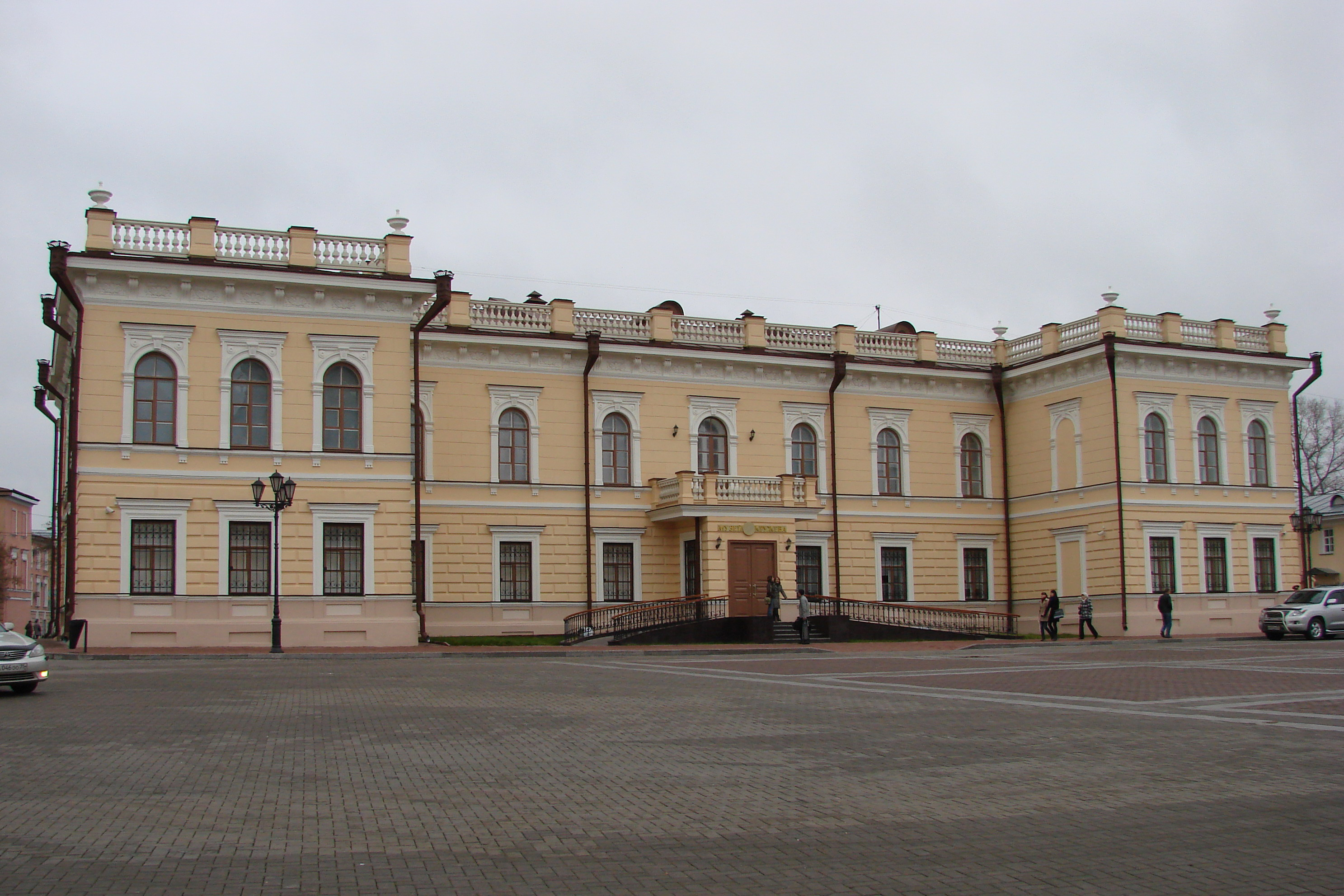
Здание музея

Музей находится в историческом центре Вологды в двухэтажном каменном здании бывшего Госбанка — объекте культурного наследия федерального значения середины XIX века. Это здание связано с именами двух известных в прошлом вологжан. Первым владельцем здания был Александр Васильевич Сорокин, выходец из удельных крестьян села Турундаева Вологодского уезда, наживший в купечестве немалый капитал. Александр Васильевич неоднократно избирался гласным Вологодской Городской Думы и два срока был городским головой Вологды. В 1859 году А. В. Сорокин продал дом подполковнику Николаю Петровичу Брянчанинову представителю известного в Вологодской губернии дворянского рода Брянчаниновых.
Общая площадь здания составляет 1500 м². На реставрационные работы из областного бюджета только в 2008 году было выделено 56 миллионов рублей.

### Создание музея

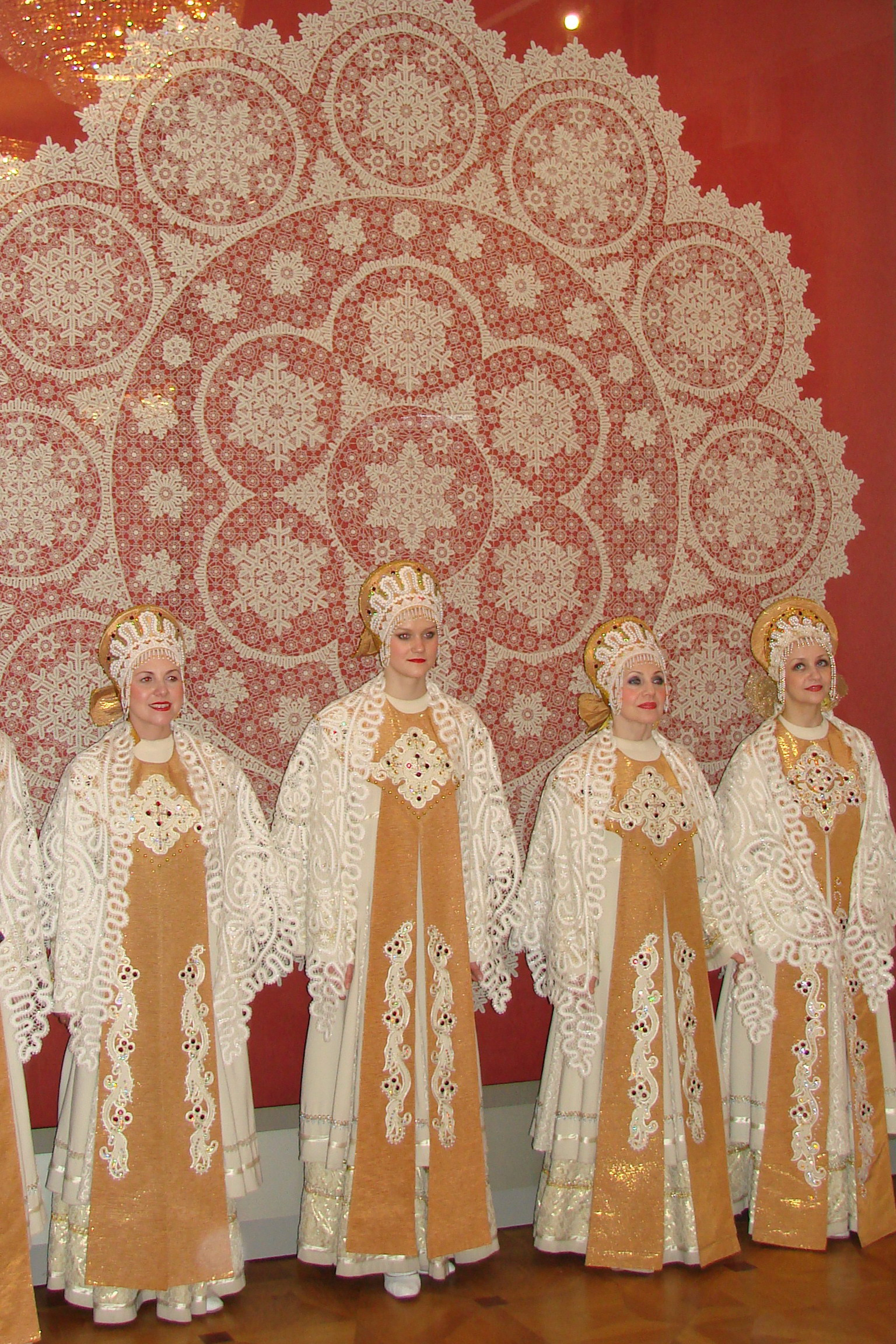
На открытии музея

В 2008 году идея губернатора Вологодской области Вячеслава Позгалёва о создании в Вологде музея кружева была поддержана министерством культуры Российской Федерации, правительством Российской Федерации и президентом России Дмитрием Медведевым. Финансирование работ велось в рамках реализации ведомственной целевой программы «Наследие Вологодчины». Общая сумма затрат из областного бюджета на эти цели составила около 270 миллионов рублей. В 2010 году из федерального бюджета дополнительно были выделены 50 миллионов рублей в рамках реализации федеральной целевой программы «Культура России» на завершение работ по созданию экспозиции. Художественное проектирование музея осуществил вологодский художник-дизайнер, член Союза художников России Сергей Михайлович Иевлев.

### Открытие
Открытие Музея кружева состоялось 3 ноября 2010 года. На торжественной церемонии открытия присутствовали представители генеральных консульств Польши, Германии, Франции, Бельгии, Австрии, руководство министерства культуры РФ, губернатор Вологодской области Вячеслав Позгалев, глава города Вологды Евгений Шулепов, а также депутаты Законодательного собрания Вологодской области и Вологодской городской думы. С 5 ноября музей открыт для посещения и экскурсий.

## Экспозиция
Основная экспозиция музея посвящена основанию и развитию традиционного художественного промысла Вологодчины и мировым тенденциям развития кружевоплетения с конца XIX — начала XXI веков. Работы по формированию коллекции велись на протяжении нескольких лет. За основу были взяты уникальные экспонаты кружевоплетения из запасников Вологодского историко-архитектурного и художественного музея-заповедника. Дополнительно, по специальным эскизам, изготовлены костюмы конца XIX — начала XX веков, приобретены авторские кружевные изделия ведущих кружевниц Вологды и образцы кружева зарубежных кружевных центров Франции, Бельгии, Германии, Австрии и Польши. Некоторые экспонаты переданы в дар музею организациями и частными лицами.
Экспозиция Музея кружева охватывает следующие темы:
- Кружево в культовых предметах XVII—XIX веков
- Кружево в крестьянском костюме и этнографическом текстиле
- Кружевные изделия 1920—1940-х годов
- Кружевные центры Европы и России
- Авторские произведения художников объединения «Снежинка»

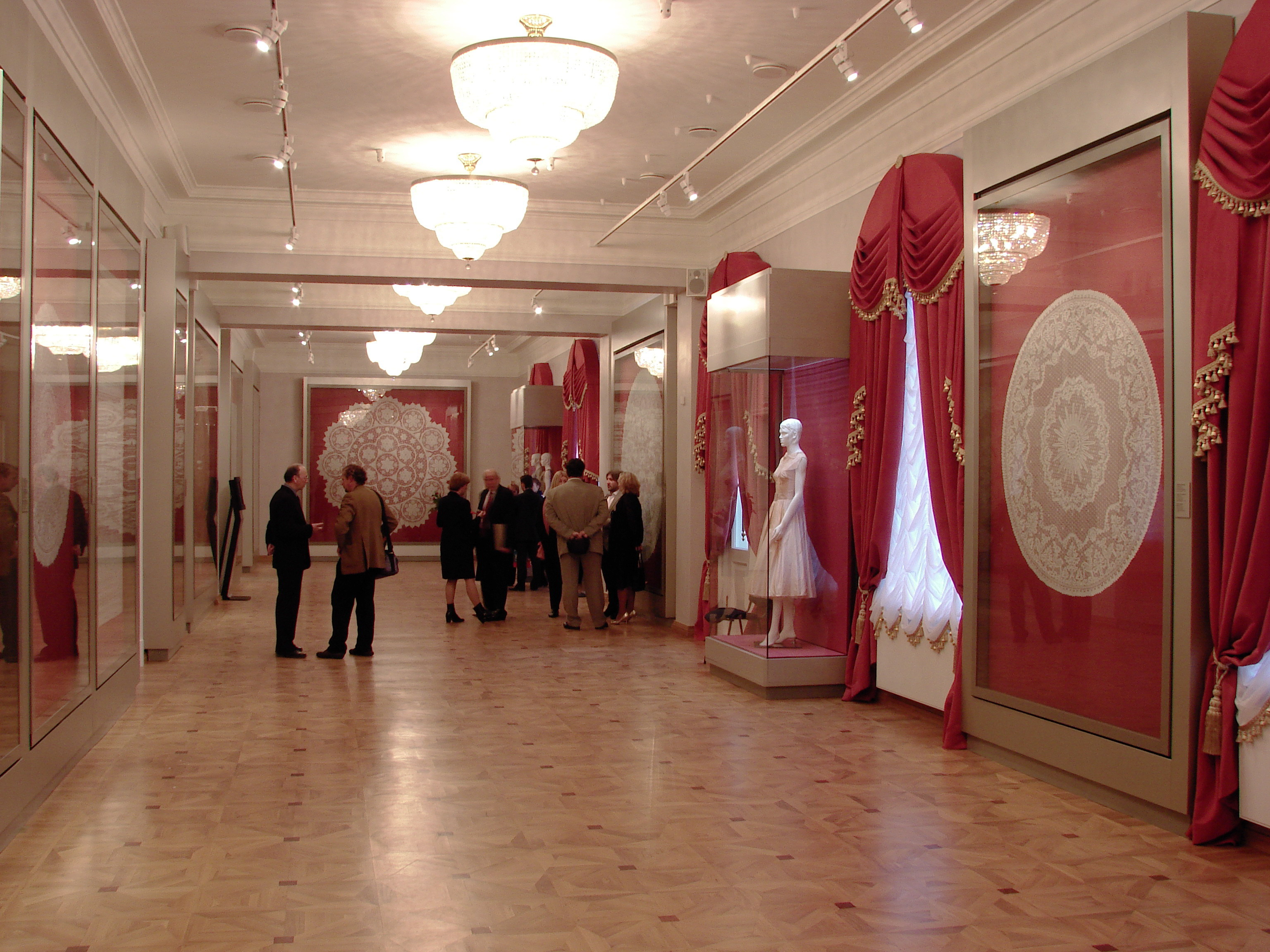
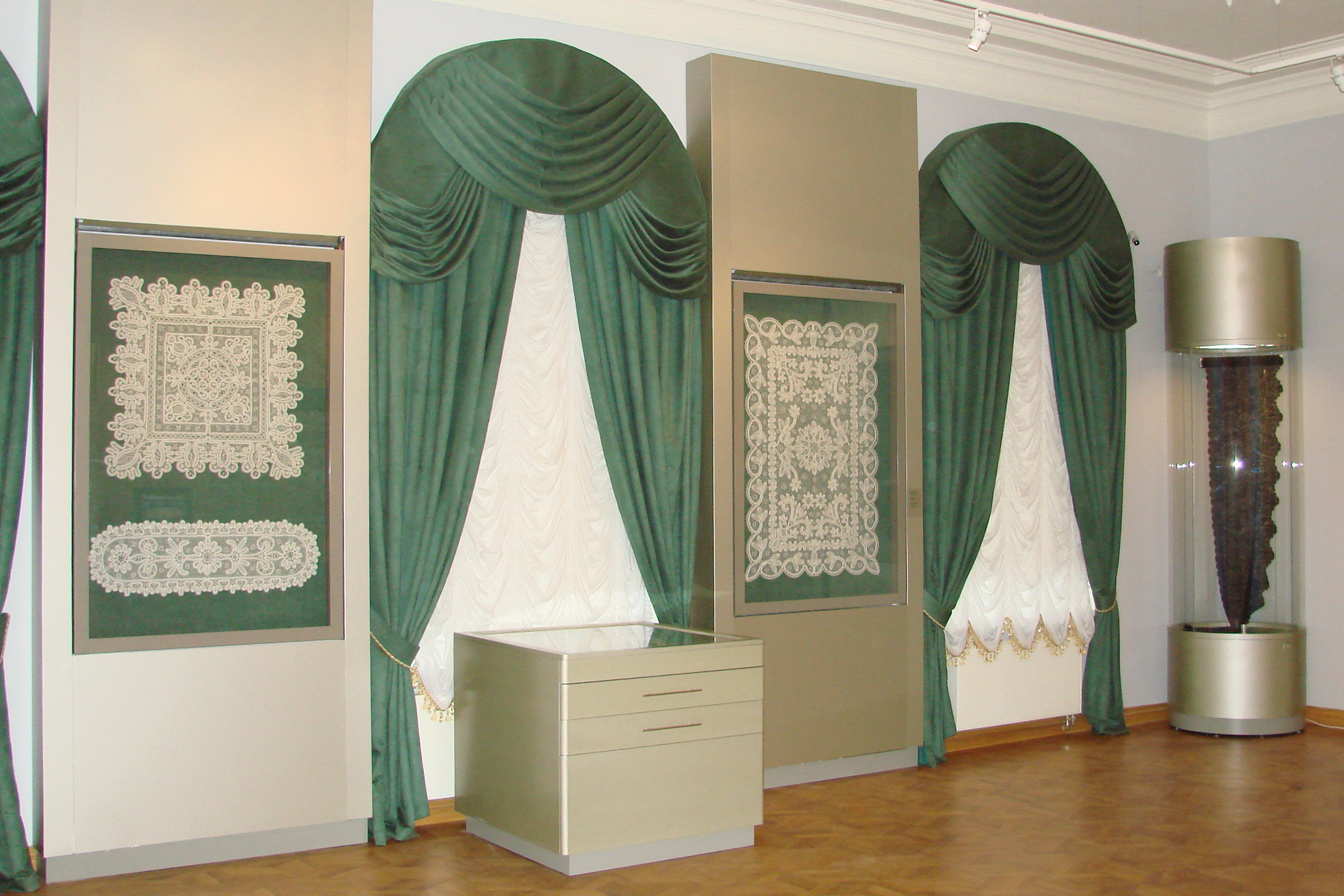
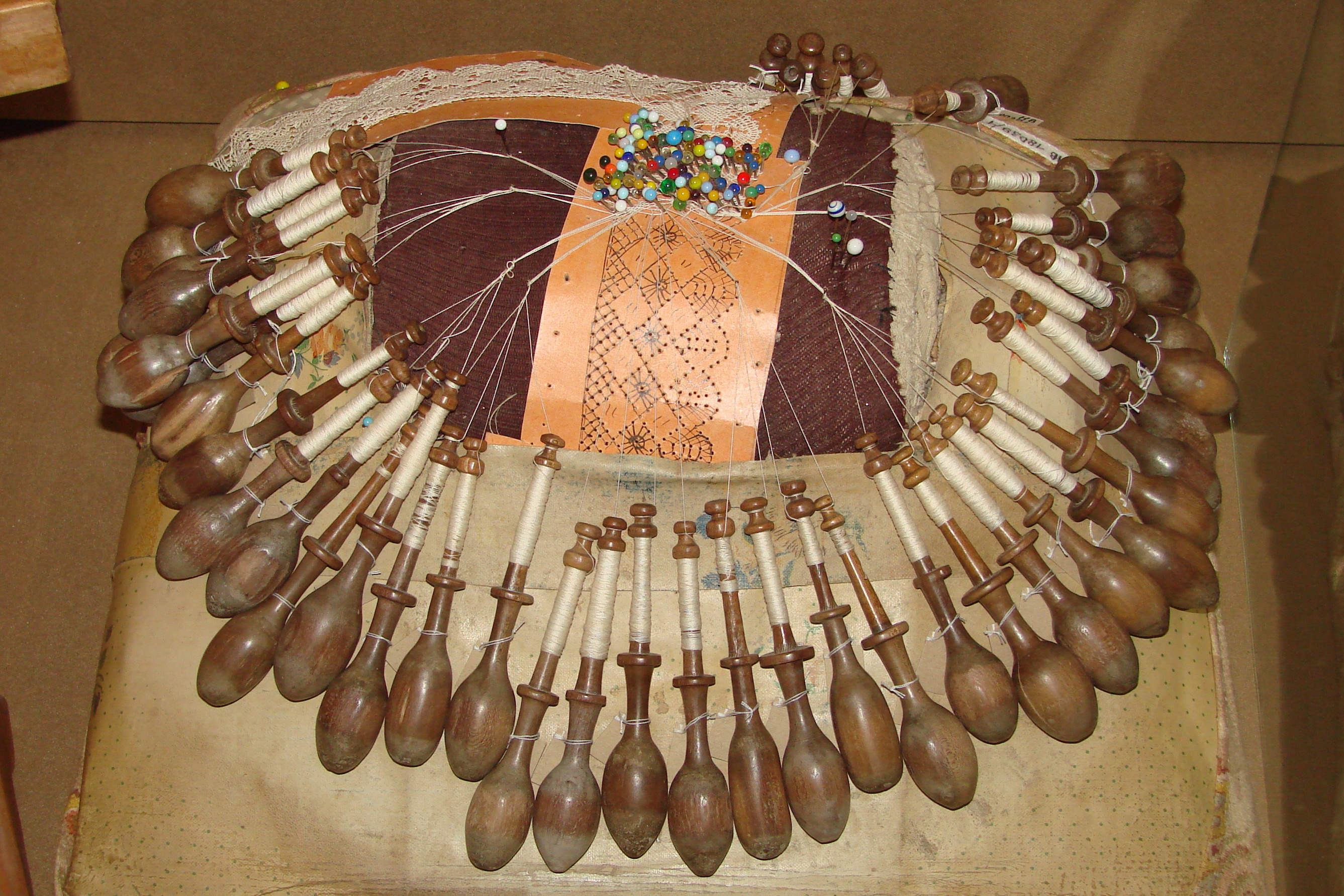
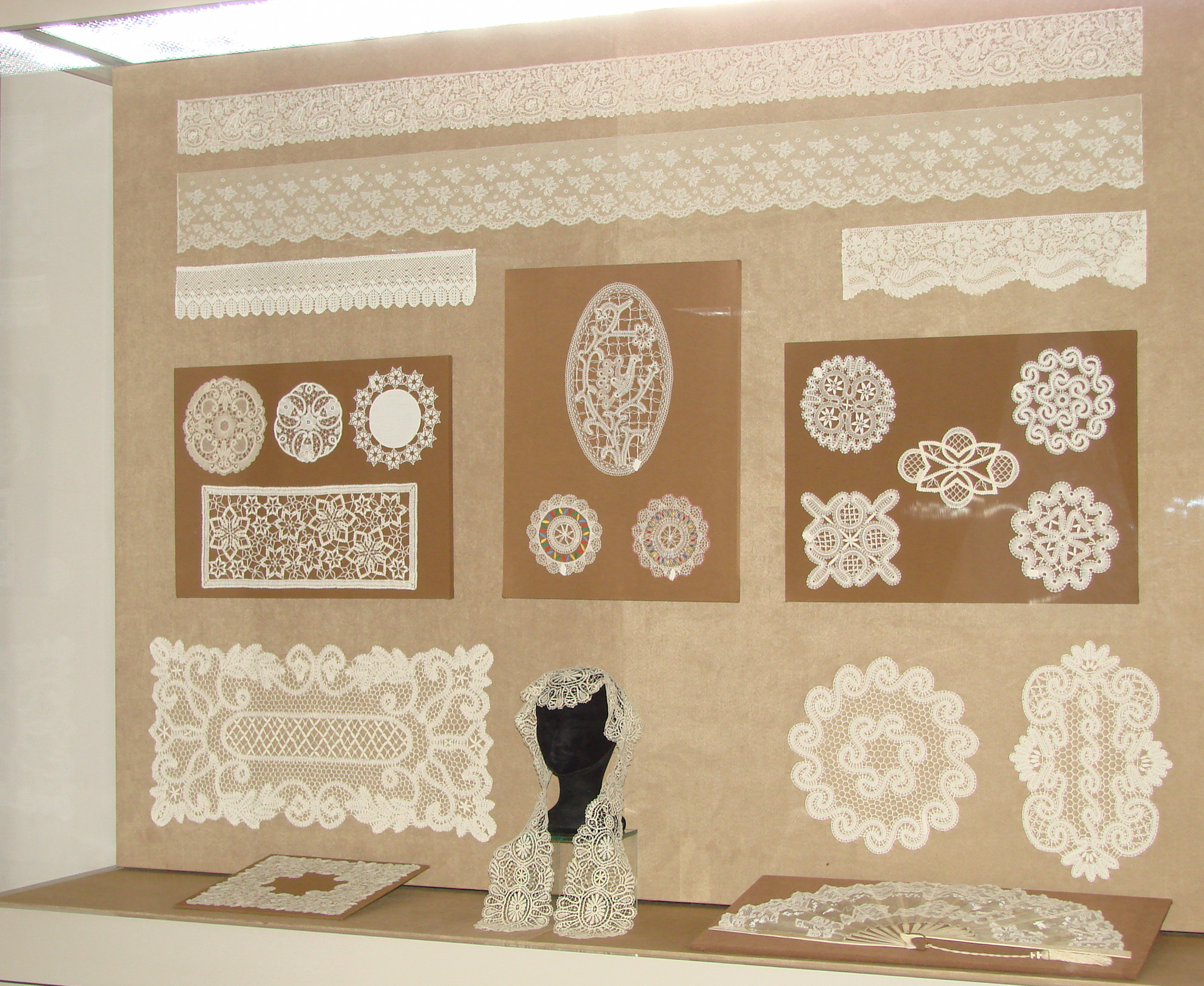

Залы первого этажа музея используются под сменные и передвижные выставки. В 2011 году посетителям были представлены временные экспозиции «Очарование европейского кружева» и «Кружевных дел мастерицы». Первая выставка демонстрировала лучшие образцы европейского кружева из частной коллекции госпожи Мик Фуриско, вторая раскрывает тему кружевоплетения в изобразительном искусстве. С апреля по сентябрь 2012 года в музее была развёрнута выставка «Россия и Швейцария: кружева сплетают страны». Посетителям были представлены образцы кружева и вышивки из коллекции госпожи Рут Шайдэггер-Майер. С ноября 2012 года по февраль 2013 года в музее работала выставка хорватского кружева «Чарующий триптих». С марта по сентябрь 2013 года, благодаря усилиям сотрудников Музея кружева, отдела природы и отдела хранения коллекций Вологодского государственного музея-заповедника, была создана временная экспозиция «Кружевной гербарий», отражавшая связь природы и кружевного искусства. С 26 сентября 2013 года по 15 февраля 2014 года открыта для посещения выставка «С миру по кружеву», подводящая итог трехлетней работы музея.
Также на первом этаже здания открыты салон-магазин, кафе, творческая мастерская и учебный класс. В магазине Музея кружева посетители могут приобрести разнообразные кружевные изделия (большинство предметов изготовлены в единственном экземпляре). С 5 ноября 2010 года в учебном классе проводятся занятия по кружевоплетению для начинающих и опытных мастериц.

## Награды и премии
В 2012 году, за создание Музея кружева, группе сотрудников Вологодского музея-заповедника была присуждена премия Правительства Российской Федерации в области культуры.
В 2015 году Музей Кружева вошел в список десяти лучших российских музеев, составленный по итогам анализа отзывов туристов.